# S.v. Enkhuizen

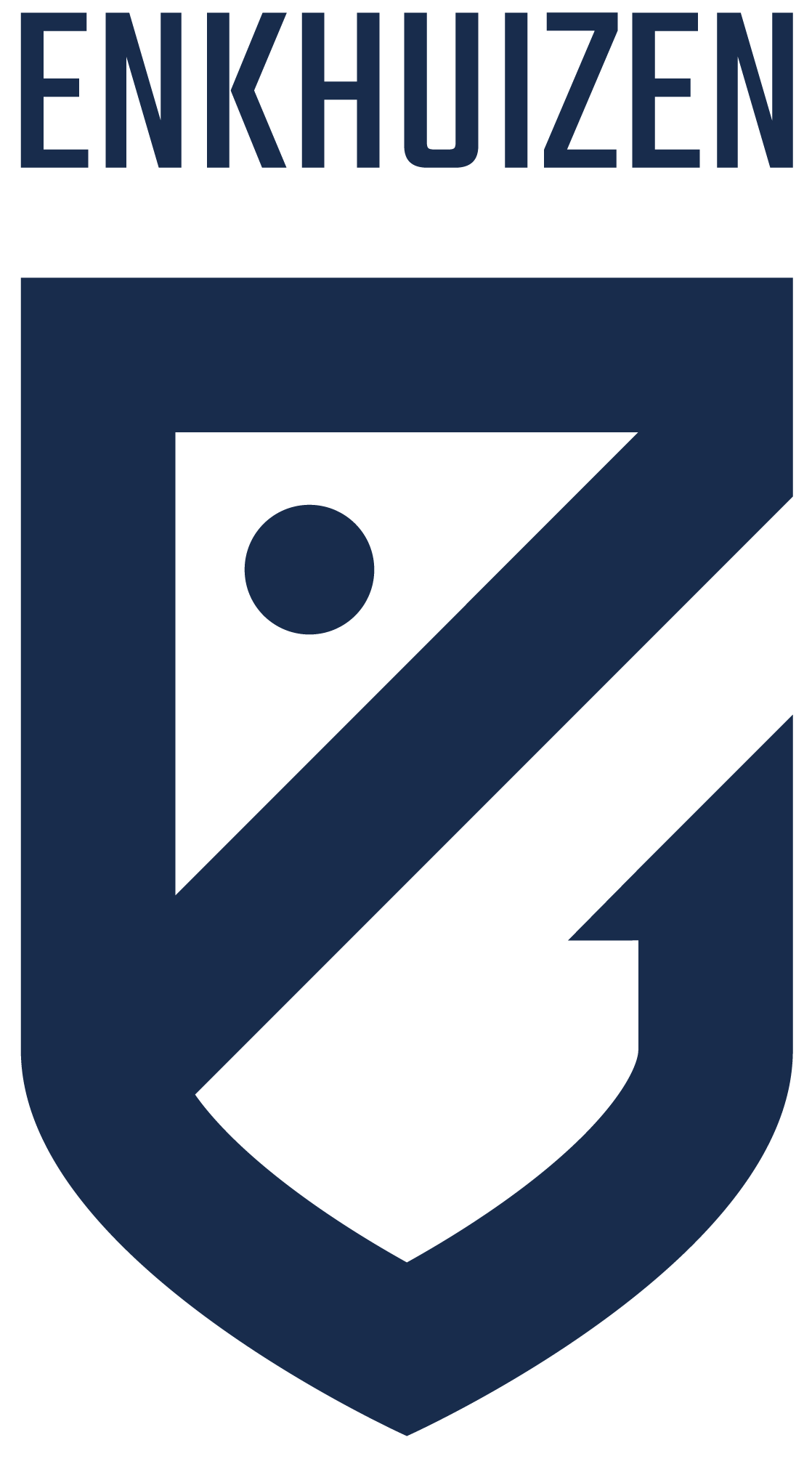
Het logo van s.v. Enkhuizen.

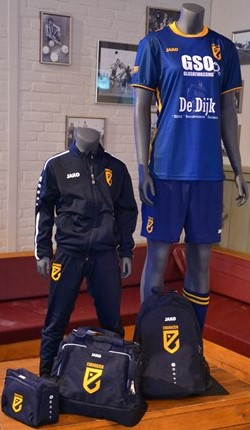
Tenue s.v. Enkhuizen

Sportvereniging Enkhuizen (s.v. Enkhuizen) is een amateursportvereniging in Enkhuizen, die is ontstaan uit een fusie van v.v. DINDUA en VV West Frisia. Op 3 maart 2021 werd besloten tot oprichting van de vereniging tijdens een bijzondere algemene ledenvergadering bij v.v. DINDUA en VV West Frisia, waarin de leden van beide verenigingen officieel akkoord hebben gegeven. Als oprichtingsdatum is gekozen voor 1 mei 2021. Op deze datum zijn de clubs officieel verder gegaan als s.v. Enkhuizen.

## Oprichting
Decennia lang waren v.v. DINDUA en VV West Frisia naast elkaar gevestigd op Sportpark Immerhorn. In 2020 hebben de leden van beide clubs goedkeuring gegeven om een fusietraject te starten. Dit met als doel om te komen tot één sterke vereniging in Enkhuizen. Waar de damestak met zo'n 100 leden al enkele jaren in een samenwerkingsverband actief was, is er in 2019 ook besloten om aan de identiteit te werken.

## Clublogo
Het clublogo toont de contouren van de Vest, het haakje refereert aan de Haringstad (Enkhuizen) en ook in de Letter E is een vis te herkennen. De letters s.v. zijn achterwege gelaten. De clubkleur van s.v. Enkhuizen is marineblauw, in het tenue ondersteund door geel.